# Antiösztrogén-diéta
Az antiösztrogén-diéta egy olyan diéta, melynek célja az ösztrogén mennyiségének csökkentése a női vagy férfi szervezetben. A szervezet magas ösztrogénszintjét okozhatják környezeti hatások, ételekből származó hormonok, illetve egyes genetikai feltételek, mint pl. a Klinefelter-szindróma.

## Ösztrogén
Az ösztrogén, vagy magyarosabb nevén a tüszőhormon, szteroid vegyületek kombinációja. Szintje a férfi, illetve női szervezetben megemelkedett 1950, de különösen 1980 óta. Az emelkedés egy részéért a fogamzásgátló tabletták elterjedése felelős, melyek használatakor a vizelet és széklet segítségével némi ösztrogén is távozik a szervezetből. A tesztoszteronhormon relatív csökkenése a férfiak szervezetében a férfiak nőiesebb vonásait erősíti, illetve csökkenti az izomzat fejlődését, így az antiösztrogén-diéta különös népszerűségnek örvend a testépítők körében.

## Az antiösztrogén-diéta összetétele és lépései
Egy antiösztrogén-diéta fő célja az emberi test belső szervei, különösen a máj és vesék méregtelenítése. A diéta 3 lépésből áll:
1. lépés – méregtelenítés: a máj és vese, illetve a többi szerv méregtelenítése a zöldségek és gyümölcsök fogyasztásával
2. lépés – fő szakasz: itt olyan zöldségek fogyasztandóak, melyek nem tartalmaznak ösztrogént, mint például az organikus, vagy a keresztes virágú zöldségek - ezeknek vegyszermentes környezetből kell származniuk
3. lépés – egyéb ételek bevezetése: itt kerülnek bevezetésre az egyéb ételek, mint például a húsok és a tésztafélék

A diéta előírja az ösztrogéntartalmú ételek kerülését, mint például szója, sör.

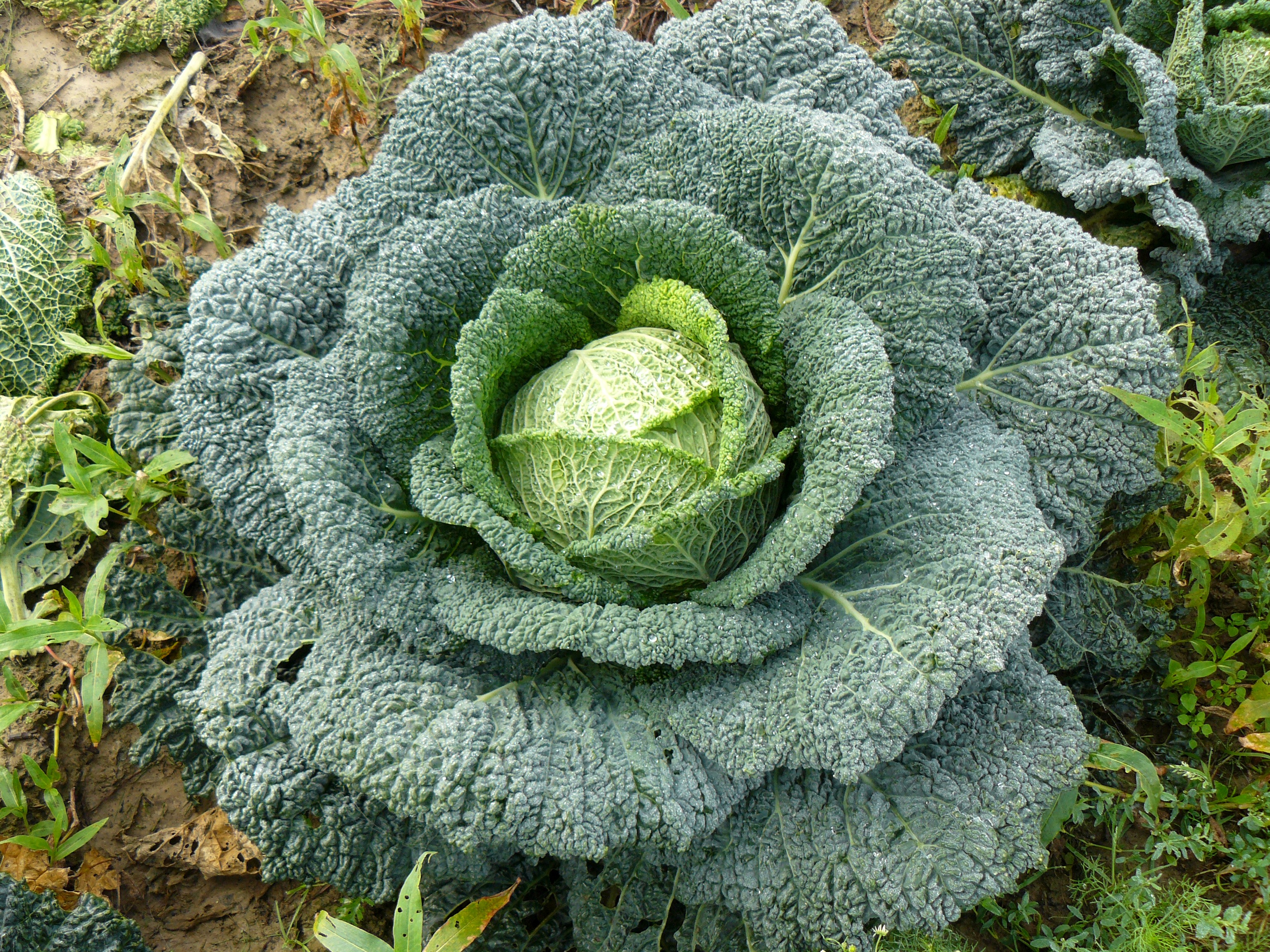
Kelkáposzta, a diéta egyik gyakori összetevője

| név              | nemzetség | név           | nemzetség | név                      | nemzetség  |
| ---------------- | --------- | ------------- | --------- | ------------------------ | ---------- |
| Torma            | Armoracia | Land cress    | Barbarea  | Etióp mustár             | Brassica   |
| Kale             | Brassica  | Kelkáposzta   | Brassica  | Kínai brokkoli (gai-lan) | Brassica   |
| Kelbimbó         | Brassica  | Karalábé      | Brassica  | Brokkoli                 | Brassica   |
| Karfiol          | Brassica  | Vad brokkoli  | Brassica  | Kínai kel                | Brassica   |
| Karalábé         | Brassica  | Káposztarepce | Brassica  | Szibériai kelkáposzta    | Brassica   |
| Repce            | Brassica  | Mustármag     | Brassica  | Fehér mustármag          | Brassica   |
| Fekete mustármag | Brassica  | Kerti zsázsa  | Lepidium  | Vízitorma                | Nasturtium |
| Retek            | Raphanus  | Wasabi        | Wasabia   |                          |            |

## A diéta előnyei
Az antiösztrogén-diéta előnyei közé tartozik a máj méregtelenítése, a zöldség- és gyümölcsdiéta miatt bekövetkező súlycsökkenés, illetve az immunrendszer erősödése.
A második szakasz során az antiösztrogén-hormonok fogyasztása kedvezően hat a csontképződésre, izomerőre és hangulatra. A jobb hangulat növeli a libidót, javítja az általános közérzetet és segít az izomtömeg építésében.
A harmadik szakasz során bevitt tészta, illetve hús kiegyensúlyozza a szervezet fehérjeháztartását és biztosítja az egészséges étrend számos összetevőjét.